# مدیاکورپ
مدیاکورپ (انگلیسی: Mediacorp) شرکت رسانه‌ای سنگاپوری است، که در سال ۱۹۹۹ تأسیس شد.